# RCA France
 (février 2022).
Si vous disposez d'ouvrages ou d'articles de référence ou si vous connaissez des sites web de qualité traitant du thème abordé ici, merci de compléter l'article en donnant les références utiles à sa vérifiabilité et en les liant à la section « Notes et références ».
RCA France (anciennement Jive Epic de 2005 à 2019) est un label musical français de la maison de disque Sony Music France. Le label regroupe le répertoire des artistes internationaux de RCA et Epic en France et est dirigé par Emmanuel Perrot.

## Identité visuelle (logo)

Logo de Jive Epic du 10 novembre 2005 au 3 janvier 2019
Logo de RCA France depuis le 3 janvier 2019